# Charlotte de Schaumbourg-Lippe
Titres
Reine consort de Wurtemberg
6 octobre 1891 – 30 novembre 1918
(27 ans, 1 mois et 24 jours)
Épouse du prétendant au trône de Wurtemberg
30 novembre 1918 – 2 octobre 1921
(2 ans, 10 mois et 2 jours)
Charlotte de Schaumbourg-Lippe est une princesse allemande née le 10 octobre 1864 et morte le 16 juillet 1946. Elle épouse le 8 avril 1886 le prince héritier Guillaume de Wurtemberg, lequel devient roi en 1891.

## Biographie

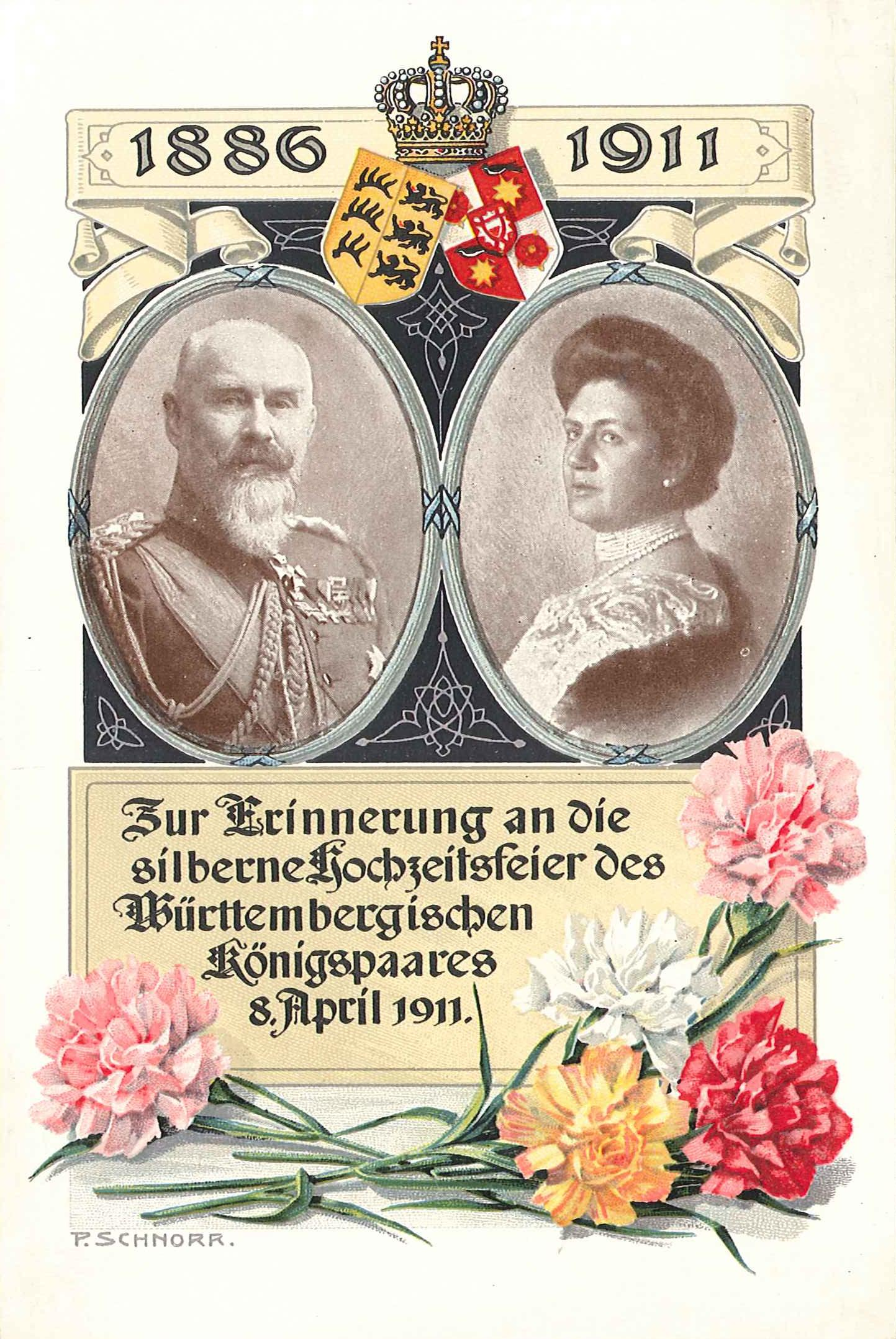
Carte postale émise à l'occasion des noces d'argent du couple royal.

Elle est la fille aînée de Guillaume de Schaumbourg-Lippe et de Bathilde d'Anhalt-Dessau.
Guillaume II de Wurtemberg est veuf de la princesse Marie de Waldeck-Pyrmont, sœur de la reine Emma des Pays-Bas et de la duchesse d'Albany, morte en couches à l'âge de 25 ans en 1882 laissant au roi une fille de cinq ans, Pauline de Wurtemberg, dont il est très proche mais qui ne pouvait accéder au trône. Il se remarie donc avec Charlotte le 8 avril 1886. Le roi a besoin d'un héritier mais son mariage avec Charlotte demeure sans descendance.
La reine Charlotte est connue pour sa passion du sport. Choses inhabituelle pour une dame de son époque, elle pratique la natation,le ski, le tennis et le cyclisme et affichait une véritable passion pour la chasse. Peu soucieuse de son apparence vestimentaire, elle préfère une vie retirée à la vie officielle que son rang lui impose mais qu'elle délaisse rapidement ce qui lui fait perdre de sa popularité ; en revanche, elle patronne un nombre important d'associations valorisant la femme et son rôle dans la société et soutient nombre d'œuvres caritatives.
En novembre 1918, à l'instar de ses pairs, le roi Guillaume II est contraint d'abdiquer mais, très populaire, obtient le droit de rester dans son pays, de conserver sa fortune, de vivre dans une de ses résidences et de toucher une pension conséquente de la part de l'État. Les ex-souverains s'installent au château de Bebenhausen.
Le roi meurt dès 1921 mais la reine lui survit vingt-cinq ans. Victime d'une attaque en 1944, elle continue à vivre dans un fauteuil roulant et s'éteint en 1946 à l'âge de 82 ans.

## Distinctions
- 1891 : dame de l'ordre d'Olga
- 27 août 1892 : dame grand-croix de l'ordre de Sainte-Catherine